# 3644 Кодзітаку
3644 Кодзітаку (3644 Kojitaku) — астероїд головного поясу, відкритий 5 жовтня 1931 року.
Тіссеранів параметр щодо Юпітера — 3,621.
Названо на честь астронома-аматора Кодзітаку (яп. こじたく кодзітаку)